# سارا غروفز
سارا غروفز (بالإنجليزية: Sara Groves)‏ هي عازفة قيثارة ومغنية وملحنة ومغنية مؤلفة وعازفة بيانو أمريكية، ولدت في 10 سبتمبر 1972 في نيوجيرسي في الولايات المتحدة.

## وصلات خارجية
- الموقع الرسمي
- سارا غروفز على موقع IMDb (الإنجليزية)
- سارا غروفز على موقع ميوزك برينز (الإنجليزية)
- سارا غروفز على موقع ديسكوغز (الإنجليزية)